# Стрічкарка орденська малинова
Стрічкарка орденська малинова (Catocala sponsa) — вид комах з родини совки, один з 18 видів роду у фауні України.

## Морфологічні ознаки
Розмах крил — 56-78 мм. Основний фон передніх крил бурувато-сірий з чорними поперечними смугами і плямистою торочкою. Задні крила малиново-червоні з чорною внутрішньою медіальною смугою і плямистою торочкою з сірими та білуватими проміжками (як на передніх крилах).

## Поширення
Вид поширений у Європі (на північ до Полярного кола), в Малій Азії, Північній Африці, на всій території України.

## Особливості біології
Дає одну генерацію на рік. Зимують яйця. Гусінь відроджується в кінці квітня, живе поодинці, живиться листям дуба кам'яного та дуба звичайного, каштана їстівного. Розвиток гусені триває приблизно 24 доби. Заляльковується у білих нещільних шовковистих коконах між листям або на стовбурах (у тріщинах кори) дерев у червні — липні. Літ імаго — з третьої декади червня до вересня. Метелики активні вдень близько 10-17 години, рідше зустрічаються присмерком та вночі. Живляться соком, що витікає з пошкоджених стовбурів дерев.

## Загрози та охорона
Загрози: застосування пестицидів для знищення шкідників лісу.
Охорона не здійснюється. Доцільно обмежити хімічну обробку дібров та парків, зберегти природні ліси.